# 低速电动车

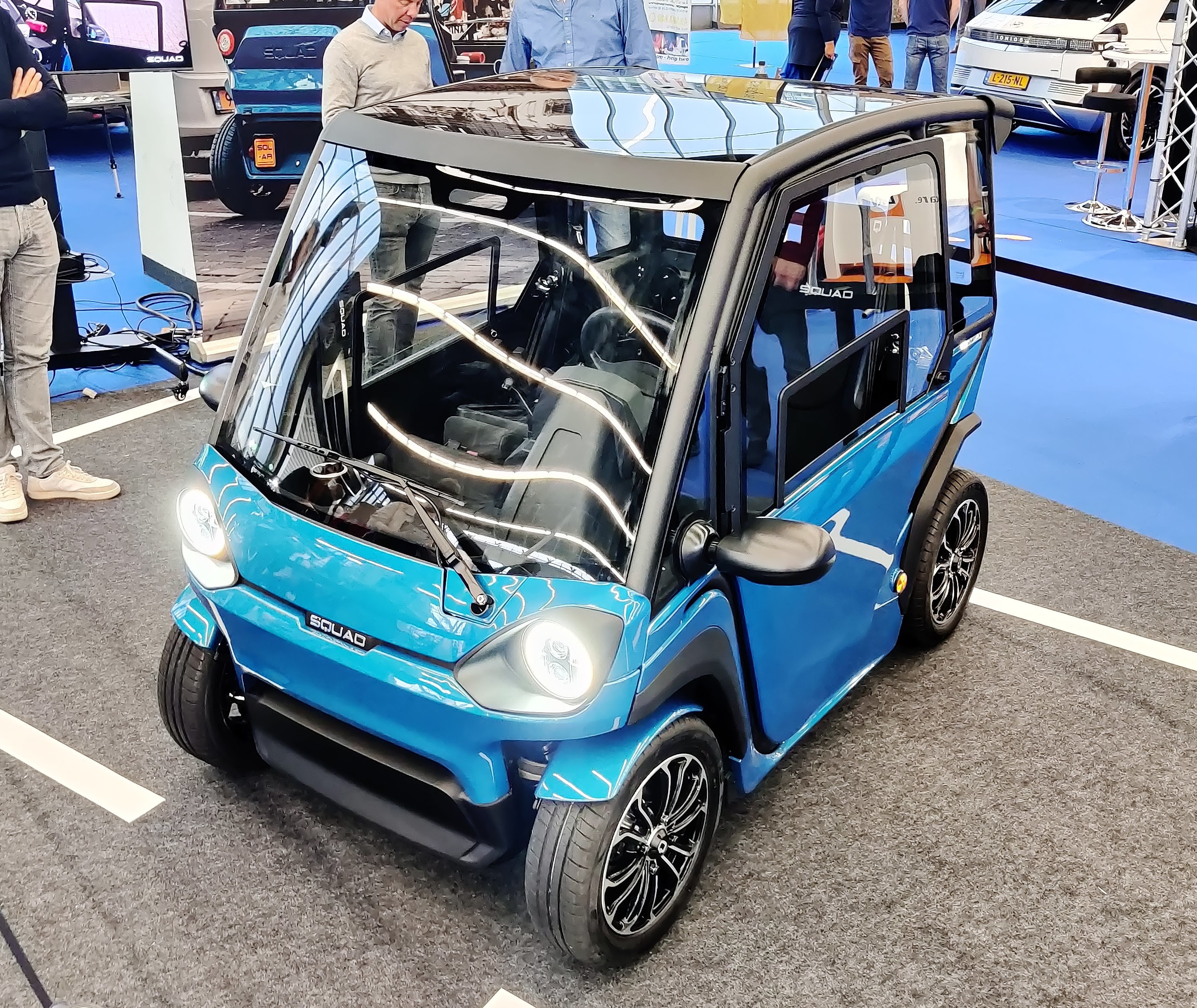
“老头乐”的一种

低速电动车，在中國大陸又称“老头乐”（因其常被用作老年人的代步车而得名）或老年代步車，是电动车的一种，其外观类似汽车，但多数车型既不如汽车的行驶速度快也不如其续航里程高。由于低速电动车目前在中国大陆不需要上牌照，价格相较其他的电动车和汽车也有优势，故近几年逐渐成为中国农村、乡镇以及一些小城市的常见车种。然而由于大部分老头乐存在设计缺陷，容易发生交通事故，各类交通违法更是屡见不鲜，因此中國各大城市逐渐淘汰老头乐，例如北京自2023年12月31日全面禁止违规老头乐上路行驶与停放。

## 相關品牌
- 雷丁汽車
- 丽驰新能源
- 金彭电动车
- 富路車業
- 比德文
- 時風集團
- 汉唐电动汽车
- 瑞易
- 枫叶汽车
- 嘉远汽車
- 大陽新能源